# Dörzshajtás

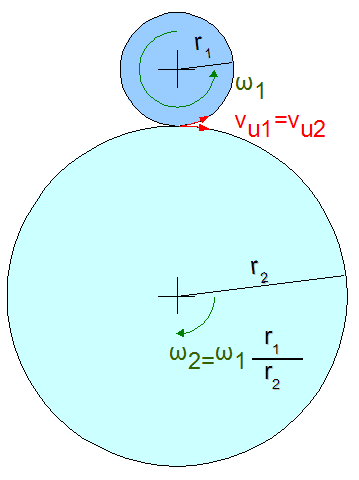
Egyszerű dörzshajtás

Kisebb teljesítmények egyik forgó tengelyről egy másikra dörzshajtás segítségével vihető át. Ennek legegyszerűbb módja, ha a két tengelyre egy-egy hengeres tárcsát erősítenek, majd palástjukat egymáshoz szorítva a súrlódás segítségével a forgó mozgás és a nyomaték átvihető a másik tengelyre.

## Módosítás
Ha a két dörzskereket egymáshoz N erővel szorítják, a legnagyobb súrlódási erő (a megcsúszás határán):
{\displaystyle F_{s}=\mu N\,}
lesz. Mivel megcsúszás nincs, a két kerék kerületi sebessége megegyezik:
{\displaystyle v_{u1}=\omega _{1}r_{1}=v_{u2}=\omega _{2}r_{2}\,},
ahol
{\displaystyle v_{u}\,} a kerületi sebesség.
{\displaystyle \omega \,} a szögsebesség és
{\displaystyle r\,} az egyes dörzskerekek sugara. Innen a módosítás:
{\displaystyle i={\frac {r_{2}}{r_{1}}}={\frac {\omega _{1}}{\omega _{2}}}={\frac {n_{1}}{n_{2}}}},
ahol
{\displaystyle n\,} a tengelyek fordulatszáma.
A forgatónyomatékok a kerületi erőből (a magcsúszás határáig):
{\displaystyle F={\frac {M_{1}}{r_{1}}}={\frac {M_{2}}{r_{2}}}},
ahol
{\displaystyle M\,} a forgatónyomaték.

## Alkalmazások

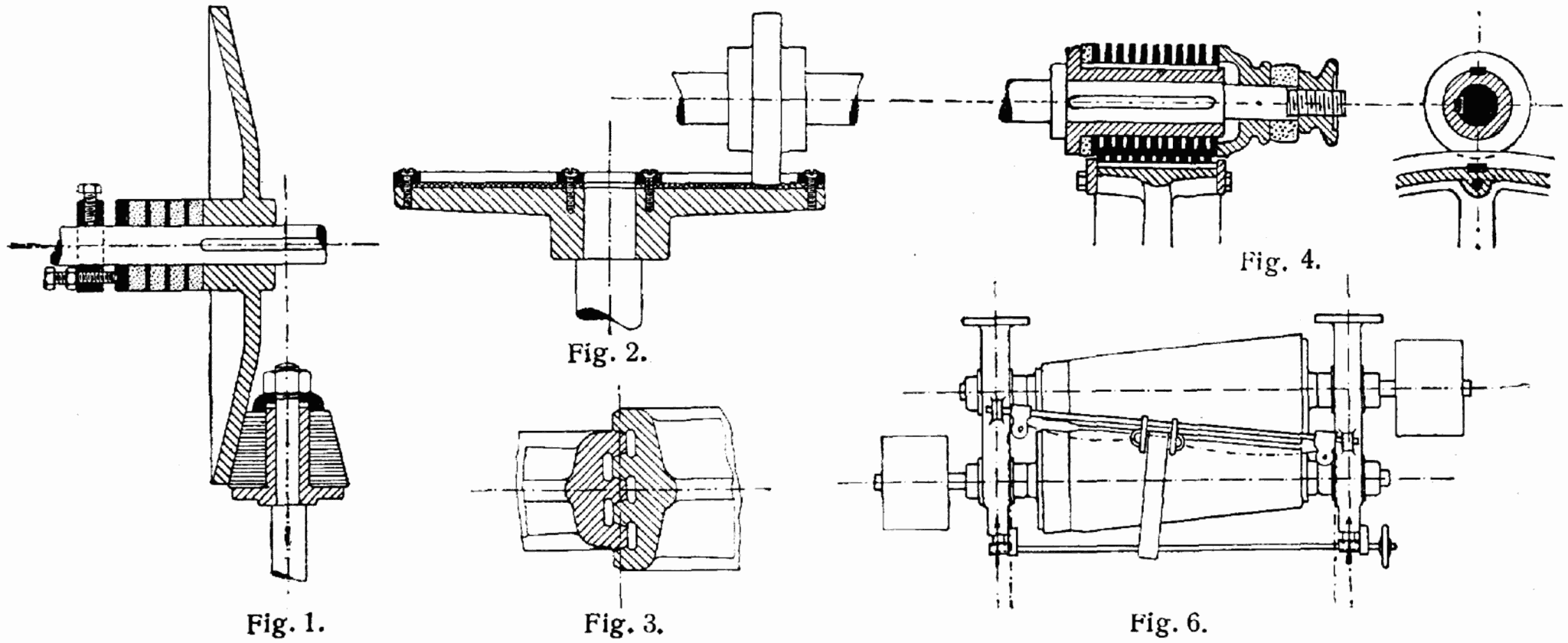
Fokozat nélkül változtatható áttételű dörzshajtások

Kis teljesítmények átvitelére gyakran alkalmazzák a dörzshajtást egyszerűségénél és olcsóságánál fogva. Lemezjátszóknál gyakran gumikerekes dörzstárcsa hajtja meg közvetlenül a lemezt hordozó tárcsát.
Dörzshajtással könnyű fokozat nélküli hajtóműveket készíteni. Az ábrán több ilyen hajtómű látható, mindegyik edzett acélból készült dörzstárcsákat használ. Ezeket azért készítik nagy keménységű anyagokból, mert a megvalósított kivitelű hajtóművek dörzstárcsái csak egy meghatározott sugáron gördülnek le csúszásmentesen, azonban mindig van olyan részük, ahol folyamatos csúszás lép fel. Ilyen fokozatmentes sebességváltókat használtak régebben a papírgyártó gépsoroknál, textilgépek hajtásánál, de régebben és ma is beépítenek ilyen hajtóműveket gépkocsikba is[forrás?].
A normális irányú erő megnövelése érdekében gyakran használnak ék alakú hornyokat. A dörzshajtás hátránya, hogy kisebb a hatásfoka, mint egy hasonló célokra készített fogaskerekes hajtóműnek. A hatásfok az alkalmazott anyagoktól is függ: sima tárcsás dörzshajtómű hatásfoka {\displaystyle \eta =90...93\%}, melynél a veszteségeket elsősorban a nagy összeszorító erő miatti megnövekedett csapágysúrlódás okozza, ékhornyos kivitelnél az összeszorító erő kisebb ugyan, viszont a csúszás miatt a hatásfok mégis rosszabb: {\displaystyle \eta =88...90\%}. A dörzshajtás másik hátránya, hogy nem használható kinematikai hajtásoknál (például óraszerkezeteknél).

## Külső hivatkozások
- Nissan Jatco "Extroid" CVT
- Lévai Zoltán: Gépjárművek szerkezettana.[halott link]